# Cédric Buekers
Cédric Buekers (Herk-de-Stad, 17 april 1994) is een Belgische voetballer.

## Carrière

### Sint-Truiden
Cédric Buekers, een linksvoetige verdediger, sloot zich op 7-jarige leeftijd aan bij Sint-Truidense VV. Hij doorliep er alle jeugdreeksen en maakte in 2010 de overstap naar de A-kern. Een seizoen later maakte hij als centrale verdediger zijn debuut op het hoogste niveau. Buekers mocht toen invallen tegen Cercle Brugge. Aan het einde van het seizoen zakte STVV naar tweede klasse.

### Oud-Heverlee Leuven
In januari 2013 keerde Buekers terug naar eerste klasse. De jeugdinternational tekende een contract voor 2,5 seizoenen bij Oud-Heverlee Leuven, dat hem in januari 2014 voor zes maanden uitleende aan KSK Heist (deze club nam hem in januari 2015 definitief over).